# Флаг инвалидности
Флаг инвалидности, флаг преодоления или флаг прав людей с ограниченными возможностями — флаг, который представляет всех людей с ограниченными возможностями. Он был создан валенсийским танцором Эросом Ресио в 2017 году. Флаг был представлен Организации Объединённых Наций.

## Значение
Флаг представляет людей с ограниченными возможностями. Среди прочего, он также представляет собой борьбу за права людей с ограниченными возможностями, гордость за инвалидность или паралимпийский спорт.
Цвета флага навеяны Паралимпийскими играми (золотой, серебряной и бронзовой медалями), потому что это самое важное и актуальное событие для людей с ограниченными возможностями как группы. Важно подчеркнуть, что это не следует путать с соревновательными и меритократическими настроениями самого мероприятия. Эти цвета действительно представляют собой преодоление коллектива перед лицом дискриминационных невзгод, навязанных обществом, победу над новыми правами, достигнутыми для коллектива, и успех осознания этого неравенства для защиты лучшего будущего. Это среди других причин вызывает чувство гордости за себя и свою инвалидность. Как подняли и защищали различные активисты движения Disability Pride.[стиль]
Как объяснено ниже, три цвета также могут представлять различные формы инвалидности согласно Эросу Ресио.
Однако значение флага широко и разнообразно. Его создатель считает, что именно группа людей с ограниченными возможностями должна принять решение о его наиболее точном значении. Движения за права людей с ограниченными возможностями неоднородны, что объясняет такое разнообразие подходов.

## История
В Международный день людей с ограниченными возможностями, 3 декабря 2017 г., парламентарии из стран Латинской Америки собрались на пленарное заседание в Перу. Путем аккламации они заявили, что флаг является символом всех людей с ограниченными возможностями.
В тот же день флаг был доставлен в европейскую штаб-квартиру Организации Объединённых Наций. Во многих городах и муниципалитетах Испании в Международный день инвалидов используется флаг инвалидов Например, в 2018 году было решено вывесить флаг в городе Санта-Крус-де-ла-Пальма на канарском острове Ла-Пальма.
17 июля 2018 года Ресио выступил на официальном мероприятии в Майами при поддержке Bryan’s Art Foundation, организации художников-инвалидов в США.
3 декабря 2018 года флаг был принят Foment d’Esportistes amb Reptes (FER), олимпийской и паралимпийской спортивной организацией в Испании.

## Влияние «Гордость инвалидов»
Значение и концепция флага со временем менялись. Его распространению в западных странах способствовало значительное влияние современных социальных движений, особенно движения «Гордость инвалидов» (Disability Pride). Это движение уходит своими корнями в мероприятия по повышению осведомленности о гордости других сообществ меньшинств, таких как афроамериканцы и ЛГБТ. Первый прайд-парад инвалидов в Соединённых Штатах был проведен в Бостоне, штат Массачусетс, в 1990 году. С тех пор прайд-парады инвалидов распространились по многим частям Соединённых Штатов. Они также распространились на другие страны, такие как Норвегия, Великобритания, Южная Корея и Германия. В заявлении Чикагского прайда инвалидов изложены цели:
- Изменение образа мышления и определение понятия «инвалидность».

- Преодоление и прекращение внутреннего стыда среди людей с ограниченными возможностями.

- Продвижение в обществе идею о том, что инвалидность является естественной и фундаментальной частью человеческого разнообразия, которой люди с ограниченными возможностями могут гордиться[18].

Эти идеи вдохновили на создание флага, который бы представлял коллектив универсальным и глобальным образом, а не только для использования на мероприятиях «Гордость инвалидов».

## Отношения с Эросом Ресио
По словам Эроса Ресио, флаг разработан с использованием цветов трёх металлов: золота, серебра и бронзы, которые представляют три основных типа инвалидности: физический, психический и сенсорный. Его значение имеет общий характер. Это означает, что каждый цвет обозначает не только конкретный тип инвалидности, но и все их в целом. Это также не означает, что флаг исключает другие формы инвалидности, кроме трех упомянутых. Например, висцеральная инвалидность, множественная инвалидность и т. д.
12 декабря 2019 года Эрос Ресио принял участие в официальном мероприятии «Колледж искусств Ла Седа» (Colegio de Arte Mayor de la Seda) Из Валенсии, благодаря которому на выставку был добавлен флаг инвалидности из шёлка. По этому поводу Ресио повторил в речи свое заявление о том, что этот флаг представляет всех людей с ограниченными возможностями. Он заявил:

Es un gran orgullo que la institución del Colegio del Arte Mayor de la Seda, que en su día fue el motor industrial de toda la Valencia, haya solemnizado la bandera con la seda genuina de nuestra tradición más arraigada. Con esta bandera vamos a dar al mundo un mensaje de inclusión, solidaridad y libertad. Muchas gracias en nombre de todas las personas con discapacidad del planeta. (исп.)

Это большая гордость, что учреждение Колледж искусств Ла Седа, которое в свое время было промышленным двигателем всей Валенсии, украсило флаг настоящим шелком, имеющим самые глубокие корни наших традиций. Этим флагом мы собираемся передать миру послание вовлеченности, солидарности и свободы. Большое спасибо от имени всех людей с ограниченными возможностями на планете.— Эрос Ресио, https://www.museodelasedavalencia.com/superacion-y-la-discapacidad/
Во время мероприятия было упомянуто новое определение флага — «флаг преодоления». Причина этого заключается в намерении подчеркнуть мстительный[уточнить] характер флага и избежать возможной социальной сегрегации, связанной с эйблизмом.
Кроме того, небольшие транспаранты были вручены в знак признания социальной работы Висенте Хеновесу, президенту Колледжа искусств Ла Седа; Хосе Мария Чикильо, президент Международной сети ЮНЕСКО по Шелковым путям, представители организаций людей с ограниченными возможностями, таких как Фонд Роига Альфонсо или Аспайм CV, и писательница Кармен Карраско.
Вдохновлены[кто?] социальными движениями, и находились под их влиянием. Эрос Ресио объясняет, что идея флага возникла после того, как узнал, что ещё не было флага, который представлял бы людей с ограниченными возможностями как группу.